# Államközösség
Az államközösség a perszonálunióval szemben két ország olyan közössége, amelyet az uralkodó személyén túl, közös kormány és mind a két országra hatályos törvényhozás kapcsol össze.

## Történelmi példák államközösségekre
- Az Osztrák–Magyar Monarchia a kiegyezést követően 1867 és 1918 között.
- Lengyelország és Litvánia államközössége, amely a Lengyel–litván perszonálunióból az 1569-es Lublini Unióval jött létre és 1795-ig létezett.
- Nagy-Britannia amely 1707-ben Anglia és Skócia perszonáluniójából jött létre.
- 1800–1918 Dánia és Izland államközössége.
- 1801: Nagy-Britannia és Írország Egyesült Királysága (röv. Egyesült Királyság), azaz Nagy-Britannia és Írország államközössége.
- 1871–1918 A Német Birodalom és a Porosz Királyság államközössége.